# Barnard, Kansas
Barnard är en ort i Lincoln County i Kansas. Vid 2010 års folkräkning hade Barnard 70 invånare.